# Jan de Castillo
Jan de Castillo, właśc. hiszp. Juan de Castillo (ur. 14 listopada 1596 w Belmonte, zm. 17 listopada 1628 w Caaró) – hiszpański jezuita, misjonarz, męczennik chrześcijański i święty Kościoła katolickiego.
Urodził się w 1596 roku. Był jezuitą, tak jak jego towarzysze: Roch Gonzalez de Santa Cruz i Alfons Rodríguez. W dniu 15 listopada 1628 roku zawitał do nowej osady. Napadnięto go i zabito. Wraz z nim zginęli towarzysze.
Zostali razem beatyfikowani przez papieża Piusa XI w dniu 28 stycznia 1934 roku, a kanonizowani przez Jana Pawła II w 16 maja 1988 roku w stolicy Paragwaju Asunción.
Wspomnienie liturgiczne św. Jana obchodzone jest w Kościele katolickim w dies natalis (17 listopada).